# アジェンダ (企業)
株式会社アジェンダ (英: AGENDA Co.,Ltd.) は、北海道札幌市中央区に本社を置く日本のソフトウェア制作会社。
1990年にデービーソフトの元スタッフがスピンオフし設立。現在は旅行業界向けのシステム開発を主業務としている。

## かつての事業

### 宛名職人
はがき作成ソフトウェア。1993年にアジェンダがMacintosh用として開発・販売した。その後、2016年に著作権・商標権等の権利をソースネクストに譲渡し、アジェンダ名義での開発・販売・サポートは終了した。しかしその後も受託開発としてソースネクストから委託され、開発には携わっている。

### ゲーム部門
1991年よりゲーム開発ブランド「アージェント」を使用していたが、2007年頃より「ちかごろはゲームばかり作っているわけでもないので」という理由で会社名のアジェンダを使用するようになった。
デービーソフトの後期のゲームに見られる独特な雰囲気を継承していたが、2008年にはスタッフの一部が独立し、スマイルブームを設立した。その後は、携帯電話・スマートフォン向けゲームの開発が中心となる。
2013年7月1日にドロップウェーブと共同出資でゲーム開発会社「フロンティアウェーブ」を設立し、ゲーム部門を移管したことでアジェンダとしては撤退した。なお、このフロンティアウェーブは翌年Xio(ドロップウェーブから改称)に吸収合併されている。

#### 代表作
- 動画でパズルだ!プップクプー[7]（1995年 PlayStation）
- スタジオP（1996年 PlayStation）
- THE ビリヤード（PlayStation他、発売元:ディースリー・パブリッシャー）

『キャロムショット』シリーズ（1997、1998年 発売元:アジェンダ）をベースにしたSIMPLEシリーズ。
- 俺の料理（1999年 PlayStation、発売元:ソニー・コンピュータエンタテインメント）
- ガチャろく（2002年 PlayStation 2、発売元:ソニー・コンピュータエンタテインメント）
- だれでもアソビ大全（2005年 ニンテンドーDS、発売元:任天堂）

Wi-Fi対応世界のだれでもアソビ大全（2007年 ニンテンドーDS、発売元:任天堂）として再発売
- スライドアドベンチャー マグキッド（2007年 ニンテンドーDS、発売元:任天堂）
- たたいて!「モグポン」（2008年 Wiiウェア）
- はじいて!「ブロックラッシュ」（2009年 Wiiウェア）
- みんなでとびこめ!ペンギンダイビング「フーパールーパー」（2009年 Wiiウェア）